# فرانسوا لوران
فرانسوا لوران (بالفرنسية: François Laurent)‏ هو مؤرخ لوكسمبورغي، ولد في 8 يوليو 1810 في لوكسمبورغ في لوكسمبورغ، وتوفي في 11 فبراير 1887 في غنت في بلجيكا.

## وصلات خارجية
- فرانسوا لوران على موقع الموسوعة البريطانية (الإنجليزية)